# Diclidophora macruri
Diclidophora macruri är en plattmaskart som först beskrevs av Brinkmann 1942.  Diclidophora macruri ingår i släktet Diclidophora, och familjen Diclidophoridae. Arten är reproducerande i Sverige.